# 5755 (ano hebraico)
5755 (hebraico: ה'תשנ"ה) foi um ano hebraico correspondente ao período após o pôr do sol de 5 de setembro de 1994 até ao pôr do sol de 24 de setembro de 1995 do calendário gregoriano.
| Mês judaico | Calendário gregoriano                                                                |
| ----------- | ------------------------------------------------------------------------------------ |
| Tishrei     | após o pôr do sol de 5 de setembro de 1994 até o pôr do sol de 5 de outubro de 1994  |
| Cheshvan    | após o pôr do sol de 5 de outubro de 1994 até o pôr do sol de 3 de novembro de 1994  |
| Kislev      | após o pôr do sol de 3 de novembro de 1994 até o pôr do sol de 3 de dezembro de 1994 |
| Tevet       | após o pôr do sol de 3 de dezembro de 1994 até o pôr do sol de 1º de janeiro de 1995 |
| Shevat      | após o pôr do sol de 1º de janeiro de 1995 até o pôr do sol de 31 de janeiro de 1995 |
| Adar I      | após o pôr do sol de 31 de janeiro de 1995 até o pôr do sol de 2 de março de 1995    |
| Adar II     | após o pôr do sol de 2 de março de 1995 até o pôr do sol de 31 de março de 1995      |
| Nissan      | após o pôr do sol de 31 de março de 1995 até o pôr do sol de 30 de abril de 1995     |
| Iyyar       | após o pôr do sol de 30 de abril de 1995 até o pôr do sol de 29 de maio de 1995      |
| Sivan       | após o pôr do sol de 29 de maio de 1995 até o pôr do sol de 28 de junho de 1995      |
| Tammuz      | após o pôr do sol de 28 de junho de 1995 até o pôr do sol de 27 de julho de 1995     |
| Av          | após o pôr do sol de 27 de julho de 1995 até o pôr do sol de 26 de agosto de 1995    |
| Elul        | após o pôr do sol de 26 de agosto de 1995 até o pôr do sol de 24 de setembro de 1995 |

## Dados sobre 5755
- Ano embolístico regular (kesidrah): 384 dias
- Cheshvan com 29 dias e Kislev com 30 dias
- Ciclo solar: 15° ano do 206° ciclo
- Ciclo lunar: 17° ano do 303° ciclo
- Ciclo Shmita: 1° ano
- Ma'aser Sheni (dízimo para Jerusalém)

## Fatos históricos
- 1925° ano da destruição do Segundo Templo
- 47° ano do estabelecimento do Estado de Israel
- 28° ano da libertação de Jerusalém